# Liste des souverains d'Allemagne
Cet article dresse la liste des souverains ayant régné sur le territoire formant actuellement l'État allemand.
Pour la plupart de ces souverains, avant la dissolution du Saint-Empire, les territoires de langue allemande ou Allemagne (Deutschland) ne constituaient qu'une partie des régions sous leur souveraineté.
Elle regroupe les rois de Francie orientale, les rois de Germanie, les empereurs à l'époque du Saint-Empire romain, les présidents des différentes confédérations ainsi que les empereurs allemands.
- Pour les rois des Romains, voir Roi des Romains
- Pour seulement les empereurs romains du Saint-Empire, voir la liste des souverains du Saint-Empire.

## Royaume franc puis Empire carolingien (751-840)
L'Empire carolingien est créé par Charlemagne en 800 lorsqu'il est couronné empereur d'Occident par le pape.

### Dynastie carolingienne
| Portrait | Nom                                          | Début du règne | Fin du règne   | Titres                                                                  |
| -------- | -------------------------------------------- | -------------- | -------------- | ----------------------------------------------------------------------- |
|          | Pépin Ier le Bref v. 715-768                 | novembre 751   | 9 octobre 768  | Roi des Francs                                                          |
|          | Carloman Ier 751-771                         | 9 octobre 768  | 4 décembre 771 | Roi des Francs                                                          |
|          | Charles Ier le Grand dit Charlemagne 747-814 | 9 octobre 768  | 28 janvier 814 | Roi des Francs Empereur d'Occident (800-814) Roi des Lombards (774-814) |
|          | Louis Ier le Pieux 778-840                   | 28 janvier 814 | 20 juin 840    | Roi des Francs Empereur d'Occident (814-840) Roi d'Aquitaine (781-814)  |

## Royaume de Francie orientale (843-962)
En 843, après la mort de Louis le Pieux, l'Empire carolingien est divisé entre ses trois fils après la signature du Traité de Verdun. Louis le Germanique reçoit l'est de l'ancien empire, qui devient le royaume de Francie orientale. Cet évènement peut donc être considéré comme l'acte de naissance de ce qui sera le Saint-Empire romain germanique. Le titre de roi de Francie orientale est héréditaire.

### Dynastie carolingienne
| Portrait | Nom                            | Début du règne | Fin du règne | Titres                                            |
| -------- | ------------------------------ | -------------- | ------------ | ------------------------------------------------- |
|          | Louis II le Germanique 806-876 | Août 843       | 28 août 876  | Roi de Francie orientale Roi de Bavière (817-843) |

Le 28 août 876, Louis le Germanique meurt et la Germanie est partagée entre ses trois fils :
- Carloman devient roi de Bavière (876-880) ;
- Louis III devient roi de Saxe (876-882) puis roi de Bavière (880-882) à la mort de son frère ;
- Charles II devient roi d'Alémanie (876-882).

À la mort de Louis III, Charles réunit entre ses mains tout l'héritage paternel.
| Portrait | Nom                                                                                 | Début du règne  | Fin du règne           | Titres |
| -------- | ----------------------------------------------------------------------------------- | --------------- | ---------------------- | --- |
|          | Charles II le Gros (Empereur Charles III) (13 juin 839 – 13 janvier 888, Neudingen) | 20 janvier 882  | 11 novembre 887        | Roi de Francie orientale Empereur d'Occident (881-887) Roi d'Italie (880-887) Roi de Francie occidentale (885-887) |
|          | Arnulf de Carinthie (850 – 8 décembre 899, Bavière)                                 | 30 novembre 887 | 8 décembre 899         | Roi de Francie orientale Empereur d'Occident (896-899) Roi d'Italie (897-899)                                      |
|          | Louis IV l'Enfant (Juillet 893, Altötting – 20 ou 24 septembre 911, Regensburg)     | 21 janvier 900  | 20 ou 24 septembre 911 | Roi de Francie orientale Roi de Lotharingie (900-911)                                                              |

### Dynastie des Conradiens
| Portrait | Nom                                                     | Début du règne  | Fin du règne    | Titres                                              |
| -------- | ------------------------------------------------------- | --------------- | --------------- | --------------------------------------------------- |
|          | Conrad Ier (890 – 23 décembre 918, Château de Weilburg) | 10 novembre 911 | 23 décembre 918 | Roi de Francie orientale Duc de Franconie (906-911) |

### Dynastie ottonienne
| Portrait | Nom                                                                     | Début du règne | Fin du règne  | Titres                                                      |
| -------- | ----------------------------------------------------------------------- | -------------- | ------------- | ----------------------------------------------------------- |
|          | Henri Ier l'Oiseleur (876 – 2 juillet 936, Memleben)                    | 6 mai 919      | 2 juillet 936 | Roi de Francie orientale Duc de Saxe (912-936)              |
|          | Otton Ier le Grand (23 novembre 912, Wallhausen – 7 mai 973, Thuringes) | 2 juillet 936  | 7 mai 973     | Roi de Francie orientale et autres titres (voir ci-dessous) |

## Saint-Empire romain germanique (962-1806)
En 962, Otton Ier est sacré empereur du Saint-Empire, entendant par là restaurer l'Empire de Charlemagne héritier de l'Empire Romain d'Occident. Le "Royaume de Germanie", désignation postérieure, correspondait à une grande partie du royaume de Francie Orientale, regroupant alors l'Austrasie et la Saxe. Formellement, leur titre actuel était "Roi des Francs" (Rex Francorum en latin) pendant la période ottonienne, et "Roi romain" ou "Roi des Romains" (Rex Romanorum) depuis la fin de la période salienne. Ensuite, à l'époque moderne (à partir de l'Empereur Maximilien Ier), le titre de Roi en Germanie (Rex in Germania) est entré dans l'usage courant.
Nota bene: Les personnalités ayant été seulement anti-roi sont en jaune. Celles qui ont seulement été associées au pouvoir (par exemple Henri VII) sont en italiques.

### Dynastie ottonienne
| Portrait  | Nom                                                                               | Roi             | Empereur        | Fin du règne    | Titres |
| --------- | --------------------------------------------------------------------------------- | --------------- | --------------- | --------------- | --- |
| Otton     | Otton Ier le Grand (23 novembre 912, Wallhausen – 7 mai 973, Thuringes)           | 2 juillet 936   | 2 juillet 962   | 7 mai 973       | Roi de Francie orientale Empereur des Romains Roi d'Italie (951-973) Duc de Saxe (936-973)                    |
| Otton II  | Otton II (955 – 7 décembre 983, Rome)                                             | 26 mai 961      | 25 décembre 967 | 7 décembre 983  | Roi de Francie orientale Empereur des Romains Roi d'Italie (980-983)                                          |
| Otton III | Otton III (980, Kessel – 23 janvier 1002, Paterno)                                | 25 décembre 983 | 21 mai 996      | 21 janvier 1002 | Roi de Francie orientale Empereur des Romains Roi d'Italie (996-1002)                                         |
| Henri II  | Henri II le Saint ou le Boiteux (6 mai 973, Bavière – 13 juillet 1024, Göttingen) | 7 juin 1002     | 14 février 1014 | 13 juillet 1024 | Roi de Francie orientale Empereur des Romains Roi d'Italie (1004-1024) Duc de Bavière (995-1004 et 1009-1017) |

### Dynastie franconienne
| Portrait  | Nom                                                                               | Roi              | Empereur         | Fin du règne      | Titres |
| --------- | --------------------------------------------------------------------------------- | ---------------- | ---------------- | ----------------- | --- |
| Conrad II | Conrad II le Salique (990 – 4 juin 1039, Utrecht)                                 | 4 septembre 1024 | 26 mars 1027     | 4 juin 1039       | Roi des Romains Empereur des Romains Roi d'Italie (1026-1039) Roi de Bourgogne (1032-1039)                                                                                   |
| Henri III | Henri III le Noir (28 octobre 1017 – 5 octobre 1056, Bodfeld)                     | 14 avril 1028    | 25 décembre 1046 | 5 octobre 1056    | Roi des Romains Empereur des Romains Roi de Bourgogne (1038-1056) Roi d'Italie (1039-1056) Duc de Bavière (1026-1041) Duc de Souabe (1038-1045) Duc de Carinthie (1039-1047) |
| Henri IV  | Henri IV (11 novembre 1050, Goslar – 7 août 1106, Liège)                          | 17 juillet 1054  | 31 mars 1084     | 31 décembre 1105  | Roi des Romains Empereur des Romains Roi de Bourgogne (1056-1105) Roi d'Italie (1080-1093) Duc de Bavière (1053-1054, 1055-1061 et 1077-1096)                                |
|           | Rodolphe de Rheinfelden (1025 – 15 octobre 1080, Merseburg)                       | 15 mars 1077     | -                | 15 octobre 1080   | Antiroi Duc de Souabe (1057-1079) |
|           | Hermann de Salm (1035 – 28 septembre 1088, Cochem)                                | 6 août 1081      | -                | 28 septembre 1088 | Antiroi |
|           | Conrad le Franc (12 février 1074, Abbaye de Hersfeld – 27 juillet 1101, Florence) | 30 mai 1087      | -                | avril 1098        | Roi des Romains Antiroi (1095-1098) Roi d'Italie (1093-1098) Duc de Basse-Lotharingie (1076-1087)                                                                            |
| Henri V   | Henri V (11 août 1086, Goslar – 23 mai 1125, Utrecht)                             | 6 janvier 1099   | 13 avril 1111    | 23 mai 1125       | Roi des Romains Empereur des Romains Roi d'Italie (1106-1125) Roi de Bourgogne (1105-1125)                                                                                   |

### Maison de Supplinbourg
| Portrait     | Nom                                                         | Roi          | Empereur    | Fin du règne    | Titres |
| ------------ | ----------------------------------------------------------- | ------------ | ----------- | --------------- | --- |
| Lothaire III | Lothaire III le Saxon (9 juin 1075, Unterlüß – 4 juin 1137) | 30 août 1125 | 4 juin 1133 | 4 décembre 1137 | Roi des Romains Empereur des Romains Roi d'Italie (1125-1137) Roi de Bourgogne (1125-1137) Duc de Saxe (1106-1137) |

### Maison de Hohenstaufen
| Portrait     | Nom                                                                              | Roi             | Empereur      | Fin du règne      | Titres |
| ------------ | -------------------------------------------------------------------------------- | --------------- | ------------- | ----------------- | --- |
|              | Conrad de Hohenstaufen (1093, Bamberg – 15 février 1152, Bamberg)                | 7 mars 1138     | -             | 15 février 1152   | Roi des Romains Roi d'Italie (1128-1135) Roi de Bourgogne (1138-1152)                                                |
|              | Henri Bérenger (1137 – 1150)                                                     | 13 mars 1147    | -             | août (?) 1150     | Roi des Romains |
| Frédéric Ier | Frédéric Ier Barberousse (1122 – 10 juin 1190, Rivière Göksu Nehri)              | 4 mars 1152     | 18 juin 1155  | 10 juin 1190      | Roi des Romains Empereur des Romains Roi de Bourgogne (1152-1190) Roi d'Italie (1155-1190) Duc de Souabe (1147-1152) |
|              | Henri VI le Cruel (Novembre 1165, Nimègue – 28 septembre 1197, Messine)          | 27 juillet 1169 | 15 avril 1191 | 28 septembre 1197 | Roi des Romains Empereur des Romains Roi de Bourgogne (1190-1197) Roi d'Italie (1186-1197) Roi de Sicile (1194-1197) |
|              | Frédéric de Hohenstaufen (26 décembre 1194, Jesi – 13 décembre 1250, Fiorentino) | 1196            | -             | 1198              | Roi des Romains |

En 1198, deux rois sont élus : Philippe Ier de Souabe et Otton de Brunswick, futur Otton IV. Les deux sont candidats auprès d'Innocent III pour la couronne impériale. Le pape prend le parti d'Otton IV, mais celui-ci ne sera couronné  qu'après l'assassinat de Philippe Ier en 1208.
| Portrait | Nom                                               | Roi         | Empereur | Fin du règne | Titres                                                                 |
| -------- | ------------------------------------------------- | ----------- | -------- | ------------ | ---------------------------------------------------------------------- |
|          | Philippe de Souabe (1177 – 21 juin 1208, Bamberg) | 8 mars 1198 | -        | 21 août 1208 | Roi des Romains Roi de Bourgogne (1198-1208) Duc de Souabe (1196-1208) |

### Maison de Welf
| Portrait | Nom                                                     | Roi          | Empereur        | Fin du règne   | Titres |
| -------- | ------------------------------------------------------- | ------------ | --------------- | -------------- | --- |
|          | Otton IV (Vers 1175, Normandie – 19 mai 1218, Harzburg) | 29 mars 1198 | 21 octobre 1209 | 5 juillet 1215 | Roi des Romains Empereur des Romains Roi d'Italie (1209-1212) Roi de Bourgogne (1208-1215) Duc de Souabe (1208-1212) |

### Maison de Hohenstaufen
| Portrait | Nom                                                                   | Roi            | Empereur         | Fin du règne     | Titres |
| -------- | --------------------------------------------------------------------- | -------------- | ---------------- | ---------------- | --- |
|          | Frédéric II (26 décembre 1194, Jesi – 13 décembre 1250, Fiorentino)   | 5 juillet 1215 | 22 novembre 1220 | 26 décembre 1250 | Roi des Romains Antiroi (1212-1215) Empereur des Romains Roi de Sicile (1198-1250) Roi de Jérusalem (1228-1250) Duc de Souabe (1212-1216) |
|          | Henri de Souabe (1211 – 12 février 1242, Martirano)                   | 23 avril 1220  | -                | 15 août 1235     | Roi des Romains Roi de Sicile (1212-1217) Duc de Souabe (1216-1235)                                                                       |
|          | Conrad de Hohenstaufen (25 avril 1228, Andria – 21 mai 1254, Lavello) | mai 1237       | -                | 1er mai 1254     | Roi des Romains Roi de Jérusalem (1228-1254) Roi de Sicile (1250-1254) Duc de Souabe (1235-1254)                                          |
|          | Henri le Raspon (1204 – 16 février 1247, Wartburg)                    | 22 mai 1246    | -                | 16 février 1247  | Antiroi |

### Grand Interrègne
| Portrait | Nom                                                                               | Roi             | Empereur | Fin du règne    | Titres                                                                          |
| -------- | --------------------------------------------------------------------------------- | --------------- | -------- | --------------- | ------------------------------------------------------------------------------- |
|          | Guillaume de Hollande (Février 1228 – 28 janvier 1256)                            | 1er mai 1254    | -        | 28 janvier 1256 | Roi des Romains Antiroi (1247-1254) Comte de Hollande et de Zélande (1235-1256) |
|          | Richard de Cornouailles (5 janvier 1209, Winchester – 2 avril 1272, Berkhamstead) | 13 janvier 1257 | -        | 2 avril 1272    | Roi des Romains                                                                 |
|          | Alphonse de Castille (23 novembre 1223, Tolède – 4 avril 1284, Séville)           | 1er avril 1257  | -        | 2 avril 1272    | Antiroi Roi de Castille et de Léon (1252-1284)                                  |

### Maison de Habsbourg
| Portrait | Nom                                                                            | Roi               | Empereur | Fin du règne    | Titres                                                                  |
| -------- | ------------------------------------------------------------------------------ | ----------------- | -------- | --------------- | ----------------------------------------------------------------------- |
|          | Rodolphe de Habsbourg (1er mai 1218, Limburg Castle – 15 juillet 1291, Speyer) | 29 septembre 1273 | -        | 15 juillet 1291 | Roi des Romains Duc d'Autriche (1278-1282) Duc de Carinthie (1278-1282) |

### Maison de Nassau
| Portrait | Nom                                                 | Roi        | Empereur | Fin du règne | Titres          |
| -------- | --------------------------------------------------- | ---------- | -------- | ------------ | --------------- |
|          | Adolphe de Nassau (1255 – 2 juillet 1298, Göllheim) | 5 mai 1292 | -        | 23 juin 1298 | Roi des Romains |

### Maison de Habsbourg
| Portrait | Nom                                                                      | Roi          | Empereur | Fin du règne | Titres                                     |
| -------- | ------------------------------------------------------------------------ | ------------ | -------- | ------------ | ------------------------------------------ |
|          | Albert de Habsbourg (Juillet 1255, Rheinfelden – 1er mai 1308, Windisch) | 24 juin 1298 | -        | 1er mai 1308 | Roi des Romains Duc d'Autriche (1282-1308) |

### Maison de Luxembourg
| Portrait | Nom                                                         | Roi              | Empereur     | Fin du règne | Titres                                                                                        |
| -------- | ----------------------------------------------------------- | ---------------- | ------------ | ------------ | --------------------------------------------------------------------------------------------- |
|          | Henri VII (1275, Valenciennes – 24 août 1313, Buonconvento) | 27 novembre 1308 | 29 juin 1312 | 24 août 1313 | Roi des Romains Empereur des Romains Roi d'Italie (1311-1313) Comte de Luxembourg (1288-1313) |

### Maisons de Wittelsbach et de Habsbourg
Après s'être mis d'accord pour diriger de manière commune le Saint-Empire, Louis IV et Frédéric le Bel signèrent un traité le 7 janvier 1326 à Ulm, dans lequel Frédéric est reconnu comme Roi des Romains et dirigeant du Saint-Empire tandis que la couronne impériale revient à Louis.
| Portrait | Nom                                                          | Roi             | Empereur        | Fin du règne    | Titres |
| -------- | ------------------------------------------------------------ | --------------- | --------------- | --------------- | --- |
|          | Louis IV (1er avril 1282, Munich – 11 octobre 1347, Puch)    | 20 octobre 1314 | 17 janvier 1328 | 11 octobre 1347 | Roi des Romains Empereur des Romains Roi d'Italie (1327-1347) Duc de Bavière (1301-1347) Comte de Hollande et de Zélande (1345-1347) |
|          | Frédéric le Bel (1289, Vienne – 13 janvier 1330, Gutenstein) | 7 janvier 1326  | -               | 13 janvier 1330 | Roi de Germanie (co-régence avec Louis IV) Antiroi (1314-1322) Duc d'Autriche (1308-1330)                                            |

### Maison de Luxembourg
| Portrait | Nom                                                                                   | Roi             | Empereur     | Fin du règne     | Titres |
| -------- | ------------------------------------------------------------------------------------- | --------------- | ------------ | ---------------- | --- |
|          | Charles IV (14 mai 1316, Křivoklát – 29 novembre 1378, Prague)                        | 11 juillet 1346 | 5 avril 1355 | 29 novembre 1378 | Roi des Romains Empereur des Romains Roi de Bohème (1346-1378) Roi d'Italie (1355-1378) Roi de Bourgogne (1365-1378) Comte de Luxembourg (1346-1378) |
|          | Gunther de Schwarzbourg (1304, Blankenburg – 14 juin 1349, Frankfort)                 | 30 janvier 1349 | -            | 24 mai 1349      | Antiroi |
|          | Venceslas de Luxembourg l'Ivrogne (26 février 1361, Nuremberg – 16 août 1419, Prague) | 10 juin 1376    | -            | 20 août 1400     | Roi des Romains Roi de Bohème (1378-1419) Électeur de Brandebourg (1372-1378) Duc de Luxembourg (1383-1390)                                          |

### Maison de Wittelsbach
| Portrait | Nom                                                                  | Roi              | Empereur    | Fin du règne    | Titres |
| -------- | -------------------------------------------------------------------- | ---------------- | ----------- | --------------- | --- |
|          | Robert du Palatinat (5 mai 1352, Amberg – 18 mai 1410, Oppenheim)    | 21 août 1400     | -           | 18 mai 1410     | Roi des Romains Comte palatin du Rhin (1398-1410) |
|          | Jobst de Moravie (1351 – 18 janvier 1411, Brno)                      | 1er octobre 1410 | -           | 8 janvier 1411  | Antiroi Margrave de Moravie (1375-1411) Électeur de Brandebourg (1388-1411) Duc de Luxembourg (1388-1411)                                                                         |
|          | Sigismond Ier (14 février 1368, Nuremberg – 9 décembre 1437, Znojmo) | 21 juillet 1411  | 31 mai 1433 | 9 décembre 1437 | Roi des Romains Empereur des Romains Roi de Hongrie et de Croatie (1347-1387) Roi de Bohème (1419-1437) Roi d'Italie (1431-1437) Électeur de Brandebourg (1378-1388 et 1411-1417) |

### Maison de Habsbourg
| Portrait               | Nom                                                                                         | Roi              | Empereur         | Fin du règne    | Titres | Armoiries |
| ---------------------- | ------------------------------------------------------------------------------------------- | ---------------- | ---------------- | --------------- | --- | --------- |
|                        | Albert de Habsbourg (10 août 1397, Vienne – 27 octobre 1439, Neszmély)                      | 18 mars 1438     | -                | 27 octobre 1439 | Roi des Romains Roi de Hongrie (1437-1439) Roi de Bohême (1437-1439) Duc d'Autriche (1404-1439)                                                                                       |           |
|                        | Frédéric III (21 septembre 1415, Innsbruck – 19 août 1493, Linz)                            | 2 février 1440   | 19 mars 1452     | 19 août 1493    | Roi des Romains Empereur des Romains Roi d'Italie (1452-1493) Archiduc d'Autriche (1457-1493)                                                                                         |           |
|                        | Maximilien Ier (22 mars 1459, Wiener Neustadt – 12 janvier 1519, Wels)                      | 16 février 1486  | 14 février 1508  | 12 janvier 1519 | Roi des Romains Empereur des Romains Roi de Germanie Duc de Bourgogne (1477-1482) Archiduc d'Autriche (1493-1519)                                                                     |           |
|                        | Charles V dit Charles Quint (24 février 1500, Gand – 21 septembre 1558, monastère de Yuste) | 28 juin 1519     | 24 février 1530  | 3 août 1556     | Roi des Romains Empereur des Romains Roi de Germanie Roi des Espagnes (1516-1556) Roi de Sicile (1516-1556) Roi d'Italie (1530-1556) Duc de Bourgogne (1506-1555) et autres titres... |           |
|                        | Ferdinand Ier (10 mars 1503, Alcalá de Henares – 25 juillet 1564, Vienne)                   | 5 janvier 1531   | 27 août 1556     | 25 juillet 1564 | Roi des Romains Empereur des Romains Roi de Germanie Roi de Hongrie (1526-1564) Roi de Bohème (1526-1564) Archiduc d'Autriche (1521-1564)                                             |           |
|                        | Maximilien II (1er août 1527, Vienne - 12 octobre 1576, Ratisbonne)                         | 28 novembre 1562 | 25 juillet 1564  | 12 octobre 1576 | Roi des Romains Empereur des Romains Roi de Germanie Roi de Bohème (1562-1576) Roi de Hongrie et de Croatie (1563-1576) Archiduc d'Autriche (1564-1576)                               |           |
|                        | Rodolphe II (18 juillet 1552, Vienne – 20 janvier 1612, Prague)                             | 27 octobre 1575  | 12 octobre 1576  | 20 janvier 1612 | Roi des Romains Empereur des Romains Roi de Germanie Roi de Hongrie et de Croatie (1572-1608) Roi de Bohème (1576-1611) Archiduc d'Autriche (1576-1608)                               |           |
|                        | Matthias Ier (24 février 1557, Vienne – 20 mars 1619, Vienne)                               | 13 juin 1612     | 26 juin 1612     | 20 mars 1619    | Roi des Romains Empereur des Romains Roi de Germanie Roi de Hongrie et de Croatie (1608-1619) Roi de Bohème (1611-1619) Archiduc d'Autriche (1608-1619)                               |           |
|                        | Ferdinand II (9 juillet 1578, Graz – 15 février 1637, Vienne)                               | 28 août 1619     | 9 septembre 1619 | 15 février 1637 | Roi des Romains Empereur des Romains Roi de Germanie Roi de Bohème (1617-1637) Roi de Hongrie et de Croatie (1618-1637) Archiduc d'Autriche (1619-1637)                               |           |
|                        | Ferdinand III (13 juillet 1608, Graz – 2 avril 1657, Vienne)                                | 22 décembre 1636 | 18 novembre 1637 | 2 avril 1657    | Roi des Romains Empereur des Romains Roi de Germanie Roi de Hongrie et de Croatie (1625-1657) Roi de Bohème (1627-1657)                                                               |           |
|                        | Ferdinand de Habsbourg (8 septembre 1633, Vienne – 9 juillet 1654, Vienne)                  | 31 mai 1653      | -                | 9 juillet 1654  | Roi des Romains Roi de Bohème (1646-1654) Roi de Hongrie et de Croatie (1647-1654) |           |
|                        | Léopold Ier (9 juin 1640, Vienne – 5 mai 1705, Vienne)                                      | 18 juillet 1658  | 1er août 1658    | 5 mai 1705      | Roi des Romains Empereur des Romains Roi de Germanie Roi de Hongrie (1655-1705) Roi de Bohème (1656-1705) Roi de Croatie (1657-1705) Archiduc d'Autriche (1657-1705)                  |           |
|                        | Joseph Ier (26 juillet 1678, Vienne – 17 avril 1711, Vienne)                                | 23 janvier 1690  | 5 mai 1705       | 17 avril 1711   | Roi des Romains Empereur des Romains Roi de Germanie Roi de Hongrie (1687-1711) Roi de Croatie (1705-1711) Roi de Bohème (1705-1711) Archiduc d'Autriche (1705-1711)                  |           |
|                        | Charles VI (1er octobre 1685, Vienne – 20 octobre 1740, Vienne)                             | 27 octobre 1711  | 22 décembre 1711 | 20 octobre 1740 | Roi des Romains Empereur des Romains Roi de Germanie Roi de Naples (1714-1735) Archiduc d'Autriche (1711-1740)                                                                        |           |
| Interrègne (1740-1742) |                                                                                             |                  |                  |                 | |           |

### Maison de Wittelsbach
| Portrait | Nom                                                            | Roi             | Empereur        | Fin du règne    | Titres | Armoiries |
| -------- | -------------------------------------------------------------- | --------------- | --------------- | --------------- | --- | --------- |
|          | Charles VII (6 août 1697, Bruxelles – 20 janvier 1745, Munich) | 14 janvier 1742 | 12 février 1742 | 20 janvier 1745 | Roi des Romains Empereur des Romains Roi de Germanie Électeur de Bavière (1726-1745) Roi de Bohème (1741-1743) |           |

### Maison de Habsbourg-Lorraine
| Portrait | Nom                                                                    | Roi               | Empereur        | Fin du règne    | Titres | Armoiries |
| -------- | ---------------------------------------------------------------------- | ----------------- | --------------- | --------------- | --- | --------- |
|          | François Ier (8 décembre 1708, Nancy – 18 août 1765, Innsbruck)        | 13 septembre 1745 | 4 octobre 1745  | 18 août 1765    | Roi des Romains Empereur des Romains Roi de Germanie Duc de Lorraine et de Bar (1729-1737) Grand-duc de Toscane (1737-1765)                                                              |           |
|          | Joseph II (13 mars 1741, Vienne – 20 février 1790, Vienne)             | 27 mars 1764      | 18 août 1765    | 20 février 1790 | Roi des Romains Empereur des Romains Roi de Germanie Roi de Hongrie et de Croatie (1780-1790) Roi de Bohème (1780-1790) Archiduc d'Autriche (1780-1790)                                  |           |
|          | Léopold II (5 mai 1747, Château de Schönbrunn – 1er mars 1792, Vienne) | 30 septembre 1790 | 9 octobre 1790  | 1er mars 1792   | Roi des Romains Empereur des Romains Roi de Germanie Roi de Hongrie et de Croatie (1790-1792) Roi de Bohème (1790-1792) Grand-duc de Toscane (1765-1790) Archiduc d'Autriche (1790-1792) |           |
|          | François II (12 février 1768, Florence – 2 mars 1835, Vienne)          | 7 juillet 1792    | 14 juillet 1792 | 6 août 1806     | Roi des Romains Empereur des Romains Roi de Germanie Roi de Hongrie et de Croatie (1792-1835) Roi de Bohème (1792-1835) Archiduc d'Autriche (1792-1804) Empereur d'Autriche (1804-1835)  |           |

## Confédération du Rhin (1806-1813)
Après la défaite de l'empereur François II et la déposition de son titre impérial, Napoléon  met fin au Saint-Empire et crée une nouvelle institution : la confédération du Rhin. Il s'agit d'une alliance militaire composée à l'origine de 16 États allemands dont de nombreux nouvellement créés dont Napoléon est le protecteur. Elle s'effondre en 1813 à la suite de la désastreuse Campagne de Russie.
| Portrait | Nom                                                                                  | Début du règne  | Fin du règne    | Titres | Armoiries |
| -------- | ------------------------------------------------------------------------------------ | --------------- | --------------- | --- | --------- |
|          | Napoléon Ier (15 août 1769, Ajaccio – 5 mai 1821, Sainte-Hélène)                     | 25 juillet 1806 | 19 octobre 1813 | Président de la confédération du Rhin Empereur des Français (1804-1815 et 1815) Roi d'Italie (1805-1814) Médiateur de la Confédération suisse (1803-1813) |           |
|          | Charles-Théodore de Dalberg (8 février 1744, Mannheim – 10 février 1817, Ratisbonne) | septembre 1806  | 5 février 1813  | Prince-primat Grand-duc de Francfort (1810-1813) |           |
|          | Eugène de Beauharnais (3 septembre 1781, Paris – 21 février 1824, Munich)            | 5 février 1813  | 4 novembre 1813 | Prince-primat Vice-roi d'Italie (1805-1814) Prince de Venise (1807-1814) Grand-duc de Francfort (1813) Duc de Leuchtenberg (1817-1824)                    |           |

## Confédération germanique (1815-1866)
La Confédération germanique est créée à la suite du Congrès de Vienne et de la défaite de Napoléon. Elle rassemble des États créés sous la confédération du Rhin et des anciens États du Saint-Empire ayant disparu sous cette période. Ils sont en 1815 au nombre de 39 mais leur nombre diminue peu à peu. L'histoire de la confédération est marquée par la rivalité entre la Prusse et l'Autriche, appelée « dualisme allemand ».
| Portrait | Nom                                                                                             | Début du règne  | Fin du règne     | Titres | Armoiries |
| -------- | ----------------------------------------------------------------------------------------------- | --------------- | ---------------- | --- | --------- |
|          | François Ier d'Autriche (12 février 1768, Florence – 2 mars 1835, Vienne)                       | 20 juin 1815    | 2 mars 1835      | Président de la Confédération germanique Empereur d'Autriche (1804-1835) Roi de Hongrie et de Croatie (1792-1835) Roi de Bohème (1792-1835) Roi de Lombardie-Vénétie (1815-1835) |           |
|          | Ferdinand Ier d'Autriche (19 avril 1793, Vienne – 29 juin 1875, Prague)                         | 2 mars 1835     | 12 juillet 1848  | Président de la Confédération germanique Empereur d'Autriche (1835-1848) Roi de Hongrie et de Croatie (1835-1848) Roi de Bohème (1835-1848) Roi de Lombardie-Vénétie (1835-1848) |           |
|          | Jean-Baptiste d'Autriche (20 janvier 1782, Florence – 11 mai 1859, Graz)                        | 12 juillet 1848 | 20 décembre 1849 | Régent impérial |           |
|          | Frédéric-Guillaume IV de Prusse (15 octobre 1795, Berlin – 2 janvier 1861, Palais de Sanssouci) | 26 mai 1849     | 29 novembre 1850 | Président de l'union d'Erfurt Empereur élu des Allemands (1849) Roi de Prusse (1840-1861)                                                                                        |           |
|          | François-Joseph Ier d'Autriche (18 août 1830, Vienne – 21 novembre 1916, Vienne)                | 1er mai 1850    | 24 août 1866     | Président de la Confédération germanique Empereur d'Autriche (1848-1916) Roi de Hongrie et de Croatie (1848-1916) Roi de Bohême (1848-1916) Roi de Lombardie-Vénétie (1848-1866) |           |

## Confédération de l'Allemagne du Nord (1867-1871)
La confédération de l'Allemagne du Nord est un État fédéral créé après la guerre austro-prussienne de 1866 et la victoire de la Prusse. Il s'agit d'une initiative de Otto von Bismarck qui marque les premiers pas vers l'unité allemande. Il regroupe 20 États allemands situés au nord dont le principal est la Prusse.
| Portrait | Nom                                                                  | Début du règne   | Fin du règne    | Titres                                                                         | Armoiries |
| -------- | -------------------------------------------------------------------- | ---------------- | --------------- | ------------------------------------------------------------------------------ | --------- |
|          | Guillaume Ier de Prusse (22 mars 1797, Berlin – 9 mars 1888, Berlin) | 1er juillet 1867 | 18 janvier 1871 | Président de la confédération de l'Allemagne du Nord Roi de Prusse (1861-1888) |           |

## Empire allemand (1871-1918)
L'Empire allemand est proclamé le 18 janvier 1871 dans la galerie des glaces du château de Versailles, après la défaite française de 1870 et fait du roi de Prusse Guillaume Ier le premier « empereur allemand ». Issu de la confédération de l’Allemagne du Nord, il regroupe vingt-deux monarchies et trois républiques sous l’autorité unique de l’empereur allemand. Il disparaît après l’abdication de l’empereur Guillaume II le 9 novembre 1918, à la suite de la révolution de novembre.
Le titre d'empereur allemand (en allemand : Deutscher Kaiser) est un titre de fonction (Amtstitel) porté par le roi de Prusse en sa triple qualité de président de la fédération (Präsidium des Bundes) et de commandant suprême de l’armée et de la marine de guerre fédérale. En français, on emploie également l’expression empereur d'Allemagne, mais cette forme est à éviter, car incorrecte. En effet, le roi de Bavière Louis II, qui a accepté contraint — en échange d’une augmentation de sa liste civile — de proposer la couronne impériale à Guillaume Ier de Prusse au nom de tous les princes allemands, refusa qu’il portât le titre d’empereur d’Allemagne, peu respectueux de la souveraineté des autres princes allemands. Guillaume Ier refusait la formulation empereur des Allemands, qui rappelait trop la révolution de 1848 et renvoyait directement au peuple. Bismarck trouva donc une solution intermédiaire, qui ne heurterait personne : empereur allemand. Cependant, le terme d’empereur d’Allemagne est utilisé dans des traités internationaux rédigés en français, notamment le traité préliminaire, signé à Versailles le 26 février 1871, et le traité de Francfort du 10 mai 1871.

### Maison de Hohenzollern
| Portrait | Nom                                                           | Début du règne  | Fin du règne    | Titres                                      | Armoiries |
| -------- | ------------------------------------------------------------- | --------------- | --------------- | ------------------------------------------- | --------- |
|          | Guillaume Ier (22 mars 1797, Berlin – 9 mars 1888, Berlin)    | 18 janvier 1871 | 9 mars 1888     | Empereur allemand Roi de Prusse (1861-1888) |           |
|          | Frédéric III (18 octobre 1831, Potsdam- 15 juin 1888 Potsdam) | 9 mars 1888     | 15 juin 1888    | Empereur allemand Roi de Prusse (1888)      |           |
|          | Guillaume II (27 janvier 1859, Berlin – 4 juin 1941, Doorn)   | 15 juin 1888    | 9 novembre 1918 | Empereur allemand Roi de Prusse (1888-1918) |           |

## Prétendants au trône allemand  de 1941 à aujourd'hui
Après la mort de Guillaume II en 1941, les chefs de la maison impériale d'Allemagne et royale de Prusse sont :
| Portrait | Nom                                                                       | Début du règne    | Fin du règne      | Titres                                                                   | Armoiries |
| -------- | ------------------------------------------------------------------------- | ----------------- | ----------------- | ------------------------------------------------------------------------ | --------- |
|          | Guillaume III (6 mai 1882, Potsdam – 20 juillet 1951, Hechingen)          | 5 juin 1941       | 20 juillet 1951   | Prétendant aux trônes d’Allemagne et de Prusse Roi de Prusse (1941-1951) |           |
|          | Louis-Ferdinand Ier (9 novembre 1907, Potsdam – 25 septembre 1994, Brême) | 20 juillet 1951   | 25 septembre 1994 | Prétendant aux trônes d’Allemagne et de Prusse Roi de Prusse (1951-1994) |           |
|          | Georges-Frédéric Ier (10 juin 1976, Brême)                                | 25 septembre 1994 | en cours          | Prétendant aux trônes d’Allemagne et de Prusse Roi de Prusse (1994-)     |           |